# Johann Reichhart
Johann Baptist Reichhart, né le 29 avril 1893 à Wichenbach près de Wörth sur le Danube et mort le 26 avril 1972 à Dorfen (près d'Erding), est un bourreau allemand.
Descendant d'une lignée de bourreaux bavarois qui remonte jusqu'au milieu du XVIIIe siècle, il est le bourreau le plus affairé d'Allemagne au XXe siècle, et probablement de toute l’histoire contemporaine. 

## Biographie

### Carrière
Johann Reichhart naît le 29 avril 1893 à Wichenbach, dans une famille de bourreaux depuis huit générations. Il sert dans les tranchées pendant la Première Guerre mondiale. Il exerce comme bourreau sous la République de Weimar, puis le Troisième Reich en exécutant des criminels et des résistants. Il se porte candidat auprès du ministère de la Justice de Bavière, le 23 mars 1924, pour remplacer son oncle Xavier. Il se retire du métier en 1929, alors que son activité s'amenuise en raison d'une série de peines d'emprisonnement à vie et de grâces : il se reconvertit comme vendeur de fruits et légumes aux Pays-Bas et revient exercer en Allemagne après l'accession d'Adolf Hitler à la Chancellerie en janvier 1933. Il rejoint plusieurs organisations nazies, mais n'intègre le NSDAP qu'en 1937.
Il est considéré comme le bourreau ayant probablement réalisé le plus grand nombre d'exécutions au monde : 3 165, dont 2 948 par guillotine et 2 873 durant la Seconde Guerre mondiale, principalement dans le camp français de Struthof,. C'est lui qui a exécuté à la prison de Stadelheim, à Munich, Hans et Sophie Scholl, les militants du groupe de résistance La Rose blanche.
Johann Reichhart a pratiqué diverses formes d'exécutions :
- par décapitation, à la hache[4] ou majoritairement à la guillotine ;
- par pendaison haut et court (au moyen d'un câble métallique ou d'une corde passée dans un crochet suspendu à une poutre, le condamné gravissant les marches d'un large escabeau de bois enlevé par le bourreau une fois la corde ou le câble en place).

Après l'introduction de la pendaison comme méthode supplémentaire d'exécution, il présenta une proposition pour construire une potence avec trappe sur le modèle britannique (méthode de la pendaison « avec chute » ou long drop), proposition rejetée par le ministère du Reich à la Justice. En conséquence, pour pendre les condamnés pendant le Troisième Reich, Reichhart dut travailler selon la méthode de la pendaison dite « sans chute » (équivalent à une strangulation), c’est-à-dire la pendaison « haut et court »[réf. nécessaire].
Durant sa carrière, il avait pour caractéristique de rendre l'exécution la plus rapide possible et donc la moins pénible pour le condamné, grâce entre autres à des modifications apportées à la guillotine. Reichhart était très attaché à un strict respect du protocole d'exécution, s'habillant avec ses assistants d’un haut de forme et d’un nœud papillon noir.
En 1944, après l'attentat contre Hitler, le nombre des exécutions, dont Reichhart tenait d'ailleurs un registre exact, grimpa de façon considérable. Un bourreau qui travaillait vite était précisément ce qu'il fallait dans de telles circonstances à ceux qui étaient au pouvoir. Au cours de la dénazification, les autorités américaines ne le firent pas exécuter comme ses collègues bourreaux, bien qu'il fût accusé de nazisme. D'autre part, ils avaient besoin d'un spécialiste expérimenté pour leurs propres exécutions.
Après la capitulation du Reich, Johann Reichhart se met au service des Américains, procède à la pendaison de 156 dignitaires nazis et forme le bureau du sergent-chef John C. Woods qui exécute les criminels condamnés lors du procès de Nuremberg,,.
Quand en 1963, pendant une série de meurtres contre des conducteurs de taxi, des voix exigèrent le rétablissement de la peine de mort, Johann Reichhart recommanda la méthode de la guillotine, parce qu'elle était plus rapide et plus propre. Toutefois, il précisa qu'il était désormais opposé à la peine de mort.
Il était marié et père de trois enfants.

### Reconversion
Le métier de Johann Reichhart faisait de lui une sorte de pestiféré, ce qui désagrégea sa famille, et son fils Hans se suicida en 1950, accablé psychologiquement par cette situation.
Comme la plus grande partie de ses biens avait été confisquée lors de la dénazification, et qu'on ne lui avait pas accordé de pension de retraite, il gagnait sa vie en fabriquant des lotions capillaires et des parfums, ainsi qu'en élevant des schnauzers moyens, ce qui ne l'empêcha pas, jusqu'à sa mort, de dépendre financièrement de l'aide de sa famille et de sa maîtresse.